# سیارک ۳۵۹۴
سیارک ۳۵۹۴ (به انگلیسی: 3594 Scotti، نامگذاری:1983CN) سه هزار و پانصد و نود و چهارمین سیارک کشف شده‌است که در ۱۱ فوریه ۱۹۸۳ کشف شد.
قدر مطلق سیارک برابر ۱۲٫۷۰ است.